# Julian Rupp
Julian Rupp (* 18. April 1993 in Bregenz) ist ein österreichischer Fußballspieler.

## Karriere

### Verein
Rupp wuchs in Hörbranz auf. Seine Karriere begann er dort beim FC Hörbranz. Ein paar Jahre später wurde er in das Vorarlberger Leistungszentrum einberufen. Zur Saison 2010/11 wechselte er zum Zweitligisten FC Lustenau 07. Im August 2010 debütierte er in der zweiten Liga, als er am fünften Spieltag jener Saison gegen den Wolfsberger AC in der Startelf stand und in der Halbzeitpause durch Grisley Muniz ersetzt wurde.
In der Saison 2010/2011 kam Rupp zu zwölf Ligaeinsätzen für Lustenau, in denen er ohne Torerfolg blieb. Im Juli 2011 erzielte er bei einer 4:2-Niederlage gegen den First Vienna FC sein erstes Tor in der zweithöchsten Spielklasse. In der Saison 2011/12 kam er insgesamt zu 20 Zweitligaeinsätzen, in denen dies sein einziger Treffer bleiben sollte. In der Saison 2012/13 absolvierte Rupp 22 Zweitligapartien und blieb dabei ohne Treffer.
Nach dem Konkurs der Lustenauer wechselte er zur Saison 2013/14 nach Liechtenstein zum in der vierthöchsten Schweizer Spielklasse spielenden USV Eschen-Mauren. Für Eschen kam er in jener Spielzeit zu 24 Einsätzen in der 1. Liga, in denen er fünf Tore erzielte. Mit Eschen-Mauren wurde er zu Saisonende zwar Meister der dritten Gruppe der 1. Liga, im Aufstiegsplayoff scheiterte man jedoch bereits in der ersten Runde am FC Baden.
Nach einer Saison in Liechtenstein kehrte er zur Saison 2014/15 nach Österreich zurück und wechselte zum Regionalligisten FC Höchst. Für Höchst kam er in jener Saison zu 18 torlosen Einsätzen in der Regionalliga, zu Saisonende stieg er mit dem Verein jedoch als Tabellenletzter in die Vorarlbergliga ab. Daraufhin wechselte Rupp zur Saison 2015/16 zum Regionalligisten Schwarz-Weiß Bregenz. Zu Saisonende musste er jedoch als 14. der Westliga auch mit den Bregenzern in die Vorarlbergliga absteigen. In seinen drei Jahren bei Bregenz absolvierte er 28 Spiele in der Regionalliga sowie 45 Spiele in der Vorarlbergliga.
Zur Saison 2018/19 wechselte er zum Ligakonkurrenten SV Lochau. In seinem halben Jahr bei Lochau erzielte er in 15 Spielen in der Vorarlbergliga 17 Tore. In der Winterpause jener Saison wechselte er zum unterklassigen Schweizer Verein FC Rebstein. Zur Saison 2019/20 kehrte er zu Lochau zurück.

### Nationalmannschaft
Rupp debütierte im September 2010 gegen Slowenien für die österreichische U-18-Auswahl. In jenem Spiel, das Österreich mit 4:2 gewann, erzielte Rupp auch ein Tor. 2011 kam er zu zwei Einsätzen für die U-19-Mannschaft.